# 昌也・真澄のバクバクON AIR!
『昌也・真澄のバクバクON AIR!』（まさや・ますみのバクバクオンエア）は、S-ラジにて配信されていたインターネットラジオ番組。パーソナリティは、声優の小野坂昌也と浅野真澄。

## 概要
集英社の漫画雑誌やコミックスの宣伝を行いつつ、小野坂と浅野がフリートークなどを繰り広げるバトルトークバラエティ番組。トークのテーマは、集英社作品の中でも主に少年向け漫画を題材にしたものが多い。番組内の各コーナーなどで2人が企画に沿って勝負を行い、後述のバクバクポイントを貯めていく。キャストは声優アワード初代ベストパーソナリティ賞受賞の浅野と、ラジオパーソナリティとして後に第四代ベストパーソナリティ賞を受賞する小野坂のコンビに加え、構成作家・ディレクターにはバラエティー番組を担当する伊福部を据えた豪華な布陣。集英社の宣伝番組でありながら、放送することができないような過激な発言がたびたび飛び出し、音声に修正が入る箇所がよくある。インターネットラジオでありながら予算が潤沢であることも特徴。

## 出演者
小野坂昌也
フリートークや各コーナーでは主に浅野のいじり役。浅野の唯我独尊っぷりを目の当たりにしてだいぶ辟易としている。
浅野真澄
初代声優アワードベストパーソナリティ賞受賞のアイドル声優。我が道を突き進むテンションで番組を盛り上げる。番組内コーナー「集英社リリースインフォメーション お偉いさんが聞いている」では浅野には珍しく、体を張ったネタを行う。
伊福部崇
ディレクター・構成作家。裏方ながら、浅野に団子を投げるなどの活躍を見せる。
武田冬門
番組の監修。元『月刊少年ジャンプ』編集長。毎回収録前に昼食を差し入れしたり、浅野に集英社のコミックスを無料で送ったりと、とてもいい人。公開録音や沖縄ロケなどでゲストパーソナリティを務めた。2000年頃、『TVチャンピオン』のスーパーデブ王選手権に出場したことがある。また、番組ノベルティとして武田ブゥオリジナルストラップが製作された。

## コーナー
ふつおた
普通のお便りを紹介するコーナー。

### 番組前期のコーナー
以下は第25回まで行われていたコーナー。
今週の金の玉言 略して…
集英社の偉い人が選出した集英社作品の名言をパーソナリティの二人がその名言がどんなシーンのものなのかを知らされずに、そのシチュエーションを想像して演技し、より素晴らしかった方を一般投票で選ぶというコーナー。当初は500を超える投票があったが、後に水増しであったことを小野坂自ら暴露した。
浅野真澄の感想王に俺はなる！
浅野真澄に集英社作品の感想文を400字づめ原稿用紙一枚で書いてもらい、リスナーの感想文2つも同時にエントリーして集英社の編集者に評価してもらうコーナー。編集者には3つの感想文が匿名で渡されるため、公正な判定が行われる。ただし、浅野の書く感想文は内容を見れば丸わかりである。
昌也と真澄の金銭感覚合わせまSHOW!
第4回から行われていたコーナー。集英社作品に登場する様々なアイテムに対して自分なりの言い値をつけていこうというコーナー。初回はデスノート、ゴムゴムの実の言い値を言い合った。
集英社リリースインフォメーション お偉いさんが聞いている
集英社の作品と関係の薄い浅野に集英社のイメージをつけるべく、集英社作品にまつわるお題をこなしながらリリース情報を紹介していくコーナー。基本的に浅野がお題をこなしながら原稿を読む。成否の判定を行うお偉いさんとは監修の武田。お題の内容は、『ジャンプスクエア』にちなんでジャンプスクワットをする、『花より男子』にちなんで団子を投げられる、など。
本当の集英社リリースインフォメーション
集英社の雑誌・コミックス・ライトノベルその他の発売情報などを読み上げるコーナー。

### 番組後期のコーナー
以下は第26回から行われていたコーナー。
クイズ バクオネア
浅野が今までに読んだ漫画の中からクイズを出題。正解数に応じてバクバクポイントが得られるコーナー。武田ブゥのジェスチャーヒント、小野坂の意見、日比野の意見の3つのライフラインがある。
目指せ玉の輿 真澄の部屋
売れっ子漫画家をゲストに招き、彼らからさまざまな話を伺うコーナー。
Road to 漫画賞
浅野、小野坂、武田、新人漫画家の桜井の4人でアイデアを出し合い、『週刊ヤングジャンプ』の漫画賞を狙うコーナー。コーナーで出たアイデアを桜井が編集者の経験がある武田と相談しつつ、実際に漫画を作っていく。数回の放送を経てネームを練り、第38回放送では遂に52Pの漫画原稿の形となった。
昌也・真澄のバクバクオークション
集英社作品に登場する架空のアイテムや能力にバクバクポイントで値段をつけ、高いポイントをつけたほうがそのアイテムを落札できるというコーナー。7つ揃えると常識の範囲内で願いを叶えることができる「ドラゴンボール」、ドラゴンボールを何回でも横取りできる「ドラゴンレーダー」、ドラゴンレーダーを壊すことができる「霊丸」、霊丸でも壊せない「スーパードラゴンレーダー」などが出品され、多くのポイントが消費された。
集英社リリースインフォメーション
集英社の雑誌・コミックス・ライトノベルその他の発売情報などを読み上げるコーナー。

## バクバクポイント
バクバクポイント
各パーソナリティおよびリスナーに与えられる番組内のポイント。
- パーソナリティ（番組前期） - なんらかの面白いネタを言った場合に5ポイントが与えられる。また、各コーナーで対決などを行った際の賞品としても10 - 500ポイントが与えられる。1000ポイント貯めると、集英社からパーソナリティに沖縄旅行がプレゼントされる。本来は先に1000ポイント貯めたパーソナリティのみの特典だったが、結局沖縄ロケにはパーソナリティ二人がともに参加した。パーソナリティの裁量で譲渡などが可能。
- パーソナリティ（番組後期） - 沖縄ロケ決行後の第26回放送分にて、価値が改められた。1000ポイントを貯めると集英社から北海道旅行がプレゼントされる。ただし、高級ホテルに泊まるなど贅沢をする場合はより多くのポイントを貯めねばならない。他にも、バクバクオークションのコーナーで消費されるなど、番組内通貨のような扱いだった。
- リスナー - 番組前期では、パーソナリティのどちらかが1000ポイント貯めた際に一番多くのポイントを貯めていたリスナーに何らかのプレゼントが送られるというもの。具体的には沖縄旅行のお土産がパーソナリティのサイン付きで送られた。番組後期では一度ポイントがリセットされ、渋谷ロケでパーソナリティが買い集めた1000円相当の品や、武田ブゥストラップ、スタジオ観覧などがポイントに応じてプレゼントされることになった。

アイドルポイント
浅野がアイドルらしい行動を取った場合に、小野坂から浅野に進呈される。10000アイドルポイントは1バクバクポイントと等価。
青二ポイント
小野坂（青二プロダクション所属）が煩かったり上下関係の厳しい（堅苦しい）行動が見られたときに浅野から進呈される。20青二ポイントを貯めてしまうとマイナス1バクバクポイント。浅野が青二プロダクション所属になった際に価値が改められた。
守銭奴ポイント
浅野が守銭奴と見なされた場合に加算されるポイント。浅野に送られた集英社コミックスの代金などが主に加算される。万の単位で増えていくため、価値が非常に低い。
その他のポイント
その他にもいくつかポイントが存在する。

## 公開録音
2008年8月9日12:00より、ジャンプアイランドにて「昌也・真澄のバクバクON AIR!第21回」の公開録音が行われた。ジャンプアイランドとは、『週刊少年ジャンプ』創刊40周年記念企画「40周年鎌倉大作戦! JUMP EXPO'08」の一環として約1か月にわたって営業した海の家。ジャンプアイランドの立地場所は神奈川県鎌倉市の由比ヶ浜で、この時期には江ノ島電鉄のラッピング車両などをはじめ、鶴岡八幡宮での「ぼんぼり祭り」やスタンプラリーなど鎌倉全域でイベントが催された。
スタッフブログでは『D.Gray-man』ステージや『遊☆戯☆王』ステージ、会場限定公開ラジオ『R134 NARUTO BEAT WAVE』などの宣伝が行われたが、本番組の宣伝は行われなかった。

## エピソード
- 少年漫画をあまり読んだことのない浅野は、番組開始に当たって『ONE PIECE』の単行本全巻を自腹で購入した。一か月分（番組収録2回分）のギャラが飛んだという。
- 監修の武田は『ドラゴンボール』の登場人物、魔人ブウのモデルであるという説があるため、浅野は愛情を込めて「ブウ」と呼んでいる。
- 『ONE PIECE』を自腹で購入した浅野に対し、武田は「領収書を切れば代金は集英社が出す」と申し出たが、その翌週調子に乗った浅野が集英社のコミックスを買い漁り、3万円を超える領収書を持ってきたため、以降は武田が会社からコミックスを取り寄せて浅野に直接送ることになった。この制度は武田Amazonと呼ばれ、番組最終回まで続いた。
- 第15回では浅野が青二プロダクションに移籍したことにより、青二ポイントの定義が変わった。
- 第18回から行われたダイエット企画にて浅野の体重が暴露された。
- 第23回・第24回にて2泊3日の沖縄ロケの模様が放送された。また、ロケの一部映像が動画で配信された。
- 第30回では、リスナープレゼントを購入するためにスタジオを飛び出し、渋谷にてロケを敢行した。
- 第39回（最終回）では、北海道っぽい居酒屋で300バクバクポイントを集めたリスナーを招いて収録を行った。